# Karl Henrik Berlin
Karl Henrik Berlin (i riksdagen kallad Berlin i Härnösand), född 4 november 1832 i Sundsvalls församling, Västernorrlands län, död 27 januari 1896 i Härnösands församling, Västernorrlands län, var en svensk fil. doktor, läroverksadjunkt och politiker.
Berlin var ledamot av riksdagens andra kammare 1879–1881, invald i Härnösands och Östersunds valkrets.